# Kuricorder Quartet
Kuricorder Quartet is een Japanse akoestische band, gevormd in 1994 in Tokio.
Het kwartet bestaat uit muzikanten die ook componist en arrangeur zijn van verschillende muziekinstrumenten. 

De naam Kuricorder is combinatie van Kuri (kastanje) en recorder (blokfluit).

## Biografie
In 1994 is de band gevormed door de huidige bandleden en trad voor het eerste keer op Toshiaki Chiku's live, toen alleen met blokfluiten. In 1997 hebben ze hun eerste album uitgebracht. 

Ze hebben ook vaak meegewerkt aan beeldmateriaal zoals "Pythagora Switch" (kinderprogramma, NHK) "La maison en petit cubes" (prijswinner van Academy Award for Animated Short Film in 2009) en "PoPo Looise" (video kinderliedje, NHK).

In 2005 speelden ze hun humorachtige cover "The Imperial March" (thema muziek van Darth Vader in Star Wars) waarna ze doorbraken.

## Bandleden
- Masaki Kurihara - sopraanblokfluit, melodica, Andes25
- Yoshiyuki Kawaguchi - altblokfluit, sopraansaxofoon, slaginstrument
- Kenji Kondo - tenorblokfluit, ukelele, gitaar
- Takero Sekijima - grootbasblokfluit, tuba

## Optredens
In 2011 hield de band de "World tour 2011". De eerste optredens werden in Amsterdam gehouden, in april en mei werden er nog twee optredens in Amsterdam gegeven.

## Discografie
- 1997: Kaeru no Galliard (The Flog Galliard)
- 1997: Kuricorder no Christmas ~The 12days of Christmas~
- 2001: Tetsudo Waltz (Railway Waltz)
- 2004: Kuricorder Quartet Anthology ~20 songs in early 10years 1994-2004~
- 2006: Ukulele Kuricorder
- 2006: Kuricorder no Christmas II ~The Holy and The Ivy~
- 2007: Fue Shakai
- 2008: Tooku no Tomodachi
- 2009: 15th Anniversary the Best
- 2011: Hitsuji Dorobo (Sheep Thief)
- 2012: Ukulele Kuricorder II ~Universal 100th Anniversary~
- 2013: Ano uta Kono uta